# Rosenkranskirken (Frederiksberg)
Rosenkranskirken var en nu nedlagt og nedrevet romerskkatolsk kirke på Boyesgade 8, Vesterbro, Frederiksberg Kommune. Kirken blev opført 1892 ved Vilhelm Friederichsen, indviet 13. november samme år og var sognekirke for det meste af Sjælland, Lolland-Falster og København indtil sin nedlæggelse i 1942.
Kirken bestod af 3 fløje samt alterniche lige for hovedindgangen og fladt kassetteret loft. På siderne af alteret, der var det ældste katolske alter i København og oprindeligt fra det ældre kapel i Bredgade hang to malerier, hvoraf det ene var en kopi efter Bartolomé Esteban Murillos Madonna det andet malet af Franz Krombach, der også havde malet Korsvejsbillederne. Bag alteret var sakristi.
Den nedlagte kirke udgjorde en del af et større kompleks, der blev opført 1891-92 for 130.000 kr på granitsokkel af røde mursten ved samme arkitekt. Bygningen indeholdt ved indvielsen også pige- og drengeskole, sogneskole samt boliger for præsterne og lærerne og vajsenhus for forældreløse katolske drenge. Ved bygningerne var også bolig for Sankt Joseph Søstrene, hvis lille kapel findes her og en fransk skole samt vajsenhus for katolske piger. 
Efter nedlæggelsen i 1942 blev bygningerne anvendt af Radiofabrikken Always. Fabrikken blev den 27. marts 1945 sprængt i luften ved sabotage.